# Iveco Urbanway 18M

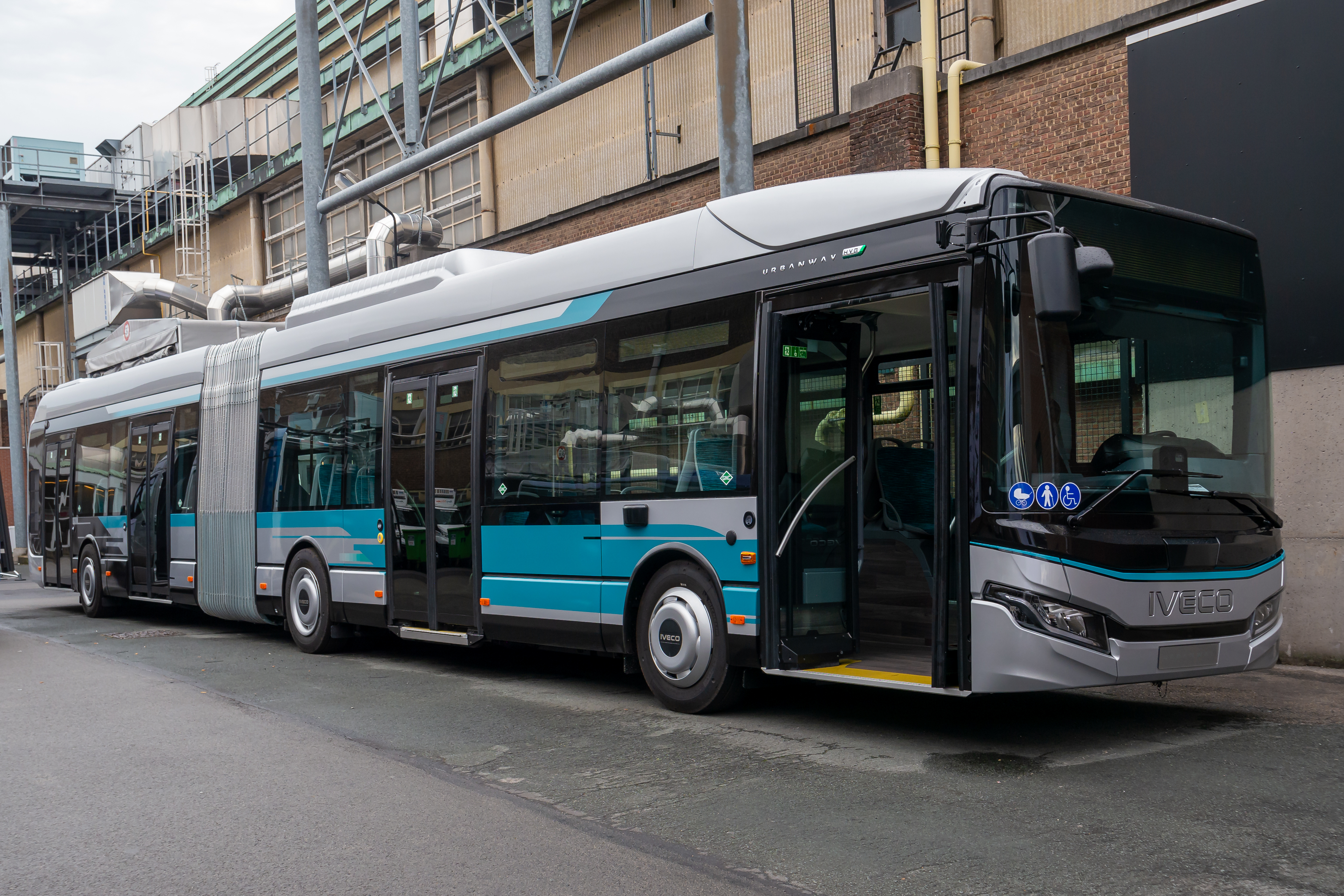
Iveco Urbanway 18M druhé generace

Iveco Urbanway 18M je městský kloubový nízkopodlažní autobus vyráběný od roku 2013 společností Iveco Bus. Je odvozen ze standardního vozu Iveco Urbanway 12M a je nástupcem modelu Irisbus Citelis 18M. Z typu Urbanway 18M byl odvozen trolejbus Škoda 35Tr.

## Konstrukce
Konstrukce autobusu Urbanway 18M je velmi podobná modelu Citelis 18M. Jde o třínápravový dvoučlánkový nízkopodlažní autobus s polonosnou karoserií. V pravé bočnici jsou čtyři (případně troje) dvoukřídlé dveře, které se otevírají směrem dovnitř. V prostoru u středních dveří se nachází výklopná plošina pro kočárky a invalidní vozíky. Nástupní výška u předních dveří je 320 mm, 330 mm u středních a 340 mm u zadních. Tuto výšku je možně snížit pomocí kneelingu.

## Výroba a provoz
Urbanway 18M byl představen v květnu 2013 na veletrhu UITP v Ženevě společně s celou novou produktovou řadou značky Iveco Bus. V prodeji je od začátku roku 2014. Je vyráběn v závodě ve francouzském Annonay. V závodě Iveco Czech Republic ve Vysokém Mýtě byla výroba tohoto typu ukončena. V Česku je provozován například v Brně (verze CNG), Karlových Varech, Liberci, Ústí nad Labem, Táboře, ve Zlíně a v Praze.
| Dopravce            | Počet vozů | Rok výroby       | Ev.čísla           | Poznámky                      |
| ------------------- | ---------- | ---------------- | ------------------ | ----------------------------- |
| Bus Line MHD        | 1          | 2017             | 621                |                               |
| Comett Plus (Tábor) | 5          | 2018, 2021, 2023 | 10, 23, 41, 42, 77 |                               |
| DP Brno             | 44         | 2017 - 2018      | 2001–2044          |                               |
| DP České Budějovice | 6          | 2024             | 188–193            | Hybridní pohon                |
| DP Hradec Králové   | 12         | 2024             | 241–252            | Hybridní pohon                |
| DP Karlovy Vary     | 4          | 2015 - 2019      | 431, 437, 441, 442 | vozy 441 a 442 mají pohon CNG |
| DP Ústí nad Labem   | 5          | 2018             | 806–810            |                               |
| DS Zlín–Otrokovice  | 2          | 2017             | 828–829            |                               |
| DP Praha            | 21         | 2024             | 5501-5521          | Hybridní pohon                |